# ISO 3166-2:LS
ISO 3166-2:LS – kody ISO 3166-2 dla Lesotho.
Kody ISO 3166-2 to część standardu ISO 3166 publikowanego przez Międzynarodową Organizację Normalizacyjną. Kody te są przypisywane głównym jednostkom podziału administracyjnego, takim jak np. województwa czy stany, każdego kraju posiadającego kod w standardzie ISO 3166-1.
Aktualnie (2017) dla Lesotho zdefiniowano kody dla 10 dystryktów.
Pierwsza część oznaczenia to kod Lesotho zgodnie z ISO 3166-1, natomiast druga część oznaczenia znajdująca się po myślniku to jednoliterowy kod jednostki administracyjnej.

## Kody ISO
| Kod ISO | Nazwa jednostki administracyjnej | Rodzaj jednostki administracyjnej |
| ------- | -------------------------------- | --------------------------------- |
| LS-A    | Maseru                           | dystrykt                          |
| LS-B    | Butha-Buthe                      | dystrykt                          |
| LS-C    | Leribe                           | dystrykt                          |
| LS-D    | Berea                            | dystrykt                          |
| LS-E    | Mafeteng                         | dystrykt                          |
| LS-F    | Mohale’s Hoek                    | dystrykt                          |
| LS-G    | Quthing                          | dystrykt                          |
| LS-H    | Qacha’s Nek                      | dystrykt                          |
| LS-J    | Mokhotlong                       | dystrykt                          |
| LS-K    | Thaba-Tseka                      | dystrykt                          |